# Robert Woodruff Anderson
Robert Woodruff Anderson, conegut com a Robert Anderson (Manhattan, Nova York, el 28 d'abril de 1917 − Nova York, 9 de febrer de 2009) va ser un guionista i dramaturg estatunidenc.
Va obtenir el seu primer èxit amb la peça teatral Tea and Sympathy (1953) i que adaptarà per al cinema l'any 1956. Va estar casat amb l'actriu Teresa Wright.

## Obra dramàtica
- Tea and Sympathy (1953). Traduïda al català per Jordi Arbonès amb el títol Te i simpatia.
- All Summer Long (1955)
- Silent Night, Lonely Night (1960)
- You Know I Can't Hear You When the Water's Running (1967)
- I Never Sang for My Father (1968)
- Absolute Strangers (1991)
- The Last Act Is a Solo (1991)

## Guions de cinema
- Until They Sail (1957)
- Història d'una monja (1959)
- El Iang-tsé en flames (1966)
- I Never Sang for My Father (1970)

## Premis i nominacions

### Nominacions
- 1960: Oscar al millor guió adaptat per Història d'una monja
- 1967: Globus d'Or al millor guió per El Iang-tsé en flames
- 1971: Oscar al millor guió adaptat per I Never Sang for My Father